# František Rudolf z Hohenemsu
František Jan Rudolf z Hohenemsu (německy Franz Johann Rudolph Graf von Hohenems, vzácněji také von Hohenembs, 10. prosince 1686, Vaduz - 21. dubna 1756, Brno) byl rakouský šlechtic z vorarlberského rodu pánů z Ems. Sloužil jako polní maršál (1745) a generál jezdectva v císařské armádě.

## Život

### Původ

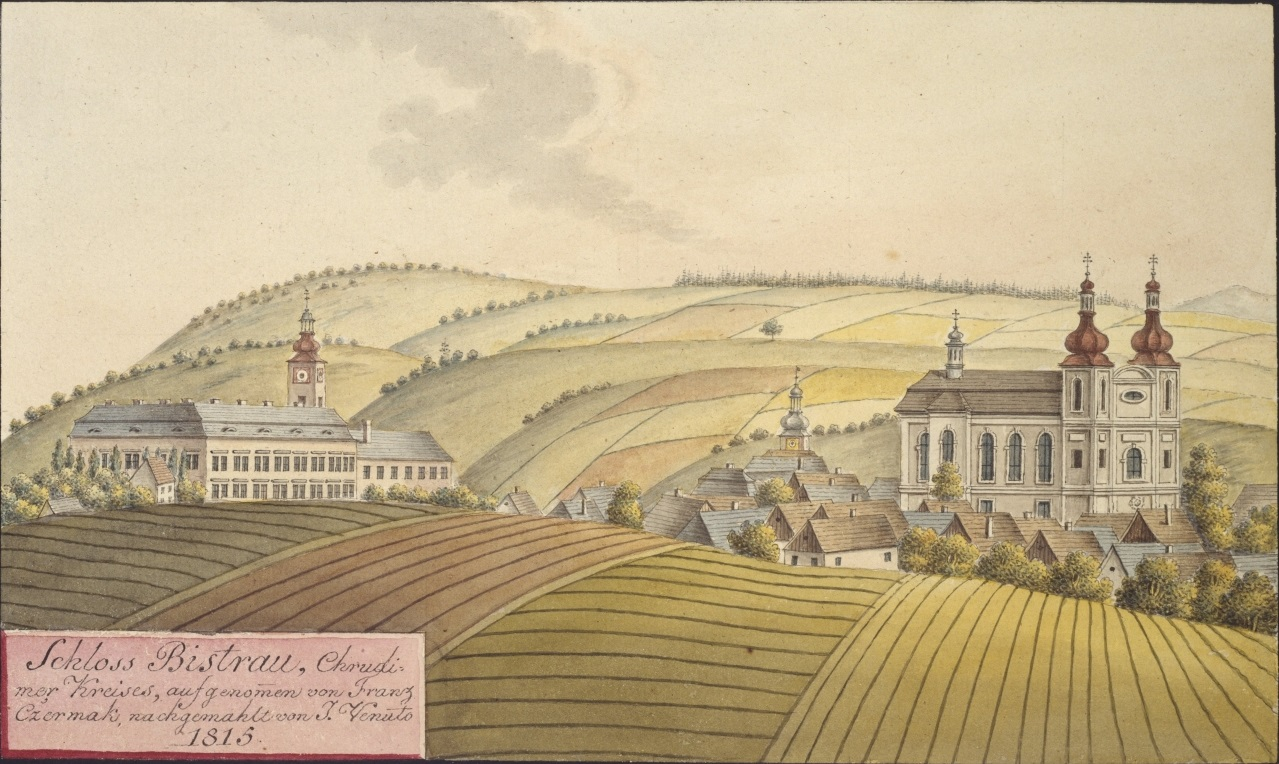
Bystré (okres Svitavy). Zámek a farní kostel sv. Jana Křtitele a Panny Marie v Bystrém. Kresba Františka Čermáka podle Jana Antonína Venuta.

František Rudolf se narodil jako syn hraběte Jakuba Hanibala (1653-1730) a jeho manželky Anny Amálie svobodné paní ze Schauensteinu (1652-1734). 
V roce 1718 František Rudolf převzal správu panství po svém otci. V červnu 1722 nechal přestavět farní kostel sv. Jana Křtitele a Panny Marie v Bystrém u Svitav a nedaleký zámek.

### Raná vojenská kariéra
V roce 1707 jako 21letý vstoupil do císařské armády jako kapitán jezdectva v kyrysnickém pluku hraběte Falkenštejna. V roce 1708 jeho pluk bojoval v bitvě u Oudenaarde a zúčastnil se obléhání Lille. 
Následujícího roku bojoval u Tournai a v bitvě u Malplaquet. V lednu 1710 se stal pobočníkem prince Evžena Savojského. V lednu 1715 byl povýšen na podplukovníka falkenštejnského pluku. Když v roce 1716 vypukla další válka proti Turkům, sloužil hrabě František Rudolf opět v generálním štábu prince Evžena. 
U příležitosti pražské korunovace Karla VI. českým králem v září 1723 byl František Rudolf jmenován komorníkem a 1. října 1723 byl povýšen na plukovníka.

### Ve válce o dědictví
Dne 27. října 1733 byl jako uznání za své služby v italském tažení povýšen na generála vachmistra a 12. prosince byla tato hodnost změněna na generálmajora. 
Ve válce o polské dědictví vedl František Rudolf jízdní brigádu do Itálie a vedl lichtenštejnské dragouny a Czungenbergovy husary do Goita. Na konci dubna 1734 nařídil císařský vrchní velitel Claudius Florimund Mercy Hohenemsovi, aby si vynutil přechod přes Pád. 1. června vypukly u Colorna vážné potyčky. Dne 9. června 1734 byl hrabě František Rudolf s několika dalšími generály povýšen na polního podmaršála a 4. ledna 1735 obdržel vlastnictví uvolněného kyrysářského pluku „Jung-Savoyen“. 
V tažení z roku 1735 byl opět povolán do Itálie, kde jeho kavalérie bojovala pod nejvyšším velením polního maršála Lothara z Königseggu. 14. března hrabě Hohenems přemístil svůj štáb do San Benedetta. 23. května část jeho sboru postoupila do Gonzagy, kde utrpěla porážku. Po ústupu přes Mantovu musela být pevnost Mirandola 2. září 1735 předána Francouzům, v polovině září se jeho jednotky utábořily na úpatí hor u Schia. 
Dne 17. dubna 1736 jej císař jmenoval dvorním válečným radou a jako ocenění svých dosavadních služeb obdržel 12. března 1741 hodnost polního zbrojmistra.

### Slezské války
Jako nejvyšší velitel jezdectva císařské armády v Čechách velel po vypuknutí slezských válek pod velením hraběte Viléma z Neippergu řídil spolu s generálmajorem Römerem kavalérii v bitvě u Malvic (10. dubna). Počátkem roku 1742 mu bylo svěřeno velení jízdy na levém křídle hlavní armády prince Karla Alexandra Lotrinského. Počátkem května se jeho rozdělená jízda zúčastnila obléhání Prahy a bitvy u Chotusic (17. května 1742), kde velel pravému křídlu jízdy. V následujících dvou letech bojoval pod nejvyšším velením lotrinského vévody ve válce o rakouské dědictví proti bavorskému kurfiřtovi Karlovi VII.
Za druhé slezské války v roce 1745 sestavil v Čechách u Jaroměře samostatný armádní sbor a bojoval proti Prusům v bitvě u Kladské Bystřice (13. února), v bitvě u Dobroměře (4. června) a u Žďáru (30. září). Dne 9. října 1745 byl jmenován polním maršálem a měl za úkol se svým sborem zabezpečit českou hranici. Po porážce u Jindřichova (23. listopadu) jeho jednotky obsadily Hradec Králové a Pardubice a následně se připojil se zbytkem svých jednotek u Libavy k ustupující hlavní armádě. 
V prosinci 1745 drážďanský mír ukončil boje a tím také aktivní vojenskou kariéru hraběte. 
Dne 7. srpna 1751 byl hrabě Hohenems jmenován velitelem jezdectva, načež se ujal funkce velícího generála na Moravě se sídlem v Brně, kterou zastával až do své smrti 21. dubna 1756. Jeho skonem vymřela mužská linie říšských hrabat z Hohenemsu. Jeho tělo bylo převezeno do Bystré a pohřbeno v tamní rodové hraběcí kryptě.

## Manželství a rodina
- Poprvé se oženil v roce 1711 s Lydií de Hautefort markýzou de Surville (1694-1715), teprve sedmnáctiletou dcerou maršála Louise Charlese d'Hautefort, s níž se setkal během obléhání Douai v roce 1710. Mladičká Lydie však po čtyřech letech manželství zemřela bezdětná.

- Druhé manželství uzavřel 9. června 1718 s Annou Markétou, svobodnou paní z Thurn-Valsassina (22. října 1694 - 2. května 1730). Rovněž toto manželství zůstalo bezdětné. V době nepřítomnosti hraběte převzal správu jeho statků manželčin bratr Josef Leodegar Thurn, vrchní fojt v Rožmberku.

- V roce 1733 se František Jan oženil potřetí s Františkou Romanou de la Rochee († 20. srpna 1752). Z tohoto manželství se narodily dvě dcery: Karolina a Františka. Protože obě dcery byly ještě nezletilé, když jejich otec zemřel, byl jejich poručníkem ustanoven c.k. zemský rada pro Moravu Karel František Roden z Hirzenau.